# ぺとでん
ぺとでんとは、携帯電話で音声メッセージを動画で送ると、指定したキャラクターが送信した音声にリップシンクのもと話し出すメールやブログパーツになって楽しめる、携帯用ウェブサイトのこと。株式会社フラグシップが提供している。
音声とキャラクターとの連動には独自開発したミドルウェア、Animation Voice Conversionが活用されている。
2008年7月31日に"ぺとでんサービス"として"ぺとでんメッセージ"が開始され、続いて2008年8月28日に"ぺとでんブログパーツ"、2008年10月29日に"ぺとでんコール"が開始。
同年12月19日には、森永製菓とのコラボレーション企画として"キョロちゃんメッセージ（モバイル専用）"を実施。